# Diagramma picta
Diagramma picta är en fiskart som först beskrevs av Carl Peter Thunberg 1792.  Diagramma picta ingår i släktet Diagramma och familjen Haemulidae. Inga underarter finns listade i Catalogue of Life.